# Афгано-мексиканские отношения
Афгано-мексиканские отношения — двусторонние дипломатические отношения между Афганистаном и Мексикой. Страны являются членами Всемирной торговой организации и Организации Объединённых Наций.

## История
Из-за большого расстояния между странами их отношения никогда не являлись приоритетными. 27 июня 1961 года были установлены дипломатические отношения между Афганистаном и Мексикой. С тех пор контакты в основном поддерживаются на международных форумах, таких как Организация Объединённых Наций.
В 1962 году Мексика аккредитовала своего первого посла для представления интересов в Афганистане с резиденцией в индийском городе Нью-Дели. Послом был лауреат Нобелевской премии по литературе Октавио Пас. Во время пребывания Октавио Паса в должности посла в Индии, он вёл дневник о своих путешествиях в Афганистан, описывая путешествие из Нью-Дели в Кабул и приобретенный опыт; также задокументировал вручение верительных грамот королю Афганистана Захир-шаху. На базе дневника Октавио Паса написал книгу под названием «Viento Entero».
С 1980 по 1981 год Мексика была членом Совета Безопасности ООН и проголосовала за резолюцию 462, осуждающую советское вторжение в Афганистан, которая была принята. С 2002 по 2003 год Мексика снова была членом Совета Безопасности ООН и неоднократно голосовала за сохранение независимости Афганистана и суверенитета страны (Резолюция 1444 и Резолюция 1453) и продление мандата Миссии ООН по содействию стране (Резолюция 1471). С 2009 по 2010 год Мексика снова была непостоянным членом Совета Безопасности ООН и голосовала за Резолюцию ООН 1868 и Резолюцию ООН 1890 по Афганистану.
В 2001 году началось вторжение США и их союзников в Афганистан и многие афганские мигранты направились в Мексику, чтобы затем прибыть в Соединённые Штаты Америки. Кроме того, несколько мексиканских наркокартелей действуют на территории Афганистана, используя «подставные» компании для найма в стране контрабандистов для перевозки наркотиков и оружия из Афганистана в Европу и США.
На протяжении многих лет некоторое количество афганских мигрантов прибывали в Мексику, чтобы добраться до Соединённых Штатов Америки, и были вынуждены жить в Мексике, пока их дела о предоставлении убежища в США рассматривались государственными органами власти.

## Торговля
В 2018 году объём товарооборота составил сумму 9 миллионов долларов США. Афганистан является 165-м крупнейшим торговым партнером Мексики в мире, в то же время Мексика является 63-м крупнейшим торговым партнером Афганистана. Экспорт Афганистана в Мексику: мобильные телефоны, детали для машинного оборудования и автомобилей. Экспорт Мексики в Афганистан: холодильники, пиво, пластик и силикон.

## Дипломатические миссии
- Интересы Афганистана в Мексике представлены через посольство в Вашингтоне (Соединённые Штаты Америки)[8].
- Интересы Мексики в Афганистане представлены через посольство в Тегеране (Иран)[9].